# Rečica ob Savinji
Rečica ob Savinji – wieś w Słowenii, siedziba gminy Rečica ob Savinji. W 2018 roku liczyła 504 mieszkańców.